# Giulia Zardini Lacedelli
Giulia Zardini Lacedelli (Pieve di Cadore, 29 de enero de 2003) es una deportista italiana que compite en curling. Ganó una medalla de plata en el Campeonato Europeo de Curling Femenino de 2023.

## Palmarés internacional
| Campeonato Europeo | Campeonato Europeo     | Campeonato Europeo | Campeonato Europeo |
| Año                | Lugar                  | Medalla            | Prueba             |
| ------------------ | ---------------------- | ------------------ | ------------------ |
| 2023               | Aberdeen (Reino Unido) | Medalla de plata   | Equipo             |